# Takagi Toranoszuke
Takagi Toranoszuke (高木 虎之介, nyugaton Toranosuke Takagi, vagy egyszerűen Tora Takagi) (Sizuoka prefektúra, 1974. február 12. –) japán autóversenyző, volt Formula–1-es versenyző.

## Korai karrierje
Takagira nagy hatással volt édesapja túraautó-vezetői pályafutása. Az 1980-as évek elején kezdett gokartozni, 1987-ben nyert először bajnoki versenyt, majd sorozatban végzett élen a Nemzetközi Japán Kart A2 futamain. Takagi gokartkarrierjét 1991-ben fejezte be, s 1992-ben indult a Formula Toyotában. 1993-tól a japán Formula–3-ban is versenyzett, kezdőként a tizedik helyen végzett.

## A Formula–1-ben
1994-es teljesítményével felhívta magára Nakadzsima Szatoru, az ismert Formula–1-es versenyző figyelmét. Csatlakozott a Nakajima Racing csapathoz és versenyzett a Formula–3000-ben. 1995-től komoly szerepet vállalt a csapat életében, míg a Tyrrell Formula–1-es tesztpilótája nem lett 1997-ben. 1998-tól versenyezhetett, ő lett a hatodik japán versenyző a Formula–1-ben. Az Arrows színeiben is indult versenyeken, de szervezési és kommunikációs nehézségek miatt 1999 végén elhagyta a sportágat.

## A Formula–1 után
2002-ben csatlakozott a Nakajima Racing Formula Nippon-csapatához, a tíz versenyből, amin indult, nyolcat megnyert, ezzel a verseny csúcstartója is lett. 2001-ben és 2002-ben a Walker Racing csapat pilótája volt a CART-ban, legjobb eredménye egy negyedik helyezés volt Houstonban. 2003-ban az Indy Racing League-ben tizedik helyezést ért el a Mo Nunn Racinggel, az indianapolisi 500-on pedig a hetedik helyről indulva ötödikként végzett. Az Indy 500-ban mutatott teljesítményéért megkapta a Bank One Rookie of the Year díjat.
2004-es kiábrándító Indy Racing League-es szereplése után 2005-ben visszatért Japánba, a Formula Nipponba, ezúttal már nem csak versenyzőként, hanem társtulajdonosként is. A Cerumo csapat egyik autója még a nevét is róla kapta: Takagi Planning with Cerumo.

## Teljes Formula–1-es eredménysorozata
(Táblázat értelmezése)

(Félkövér: pole-pozícióból indult; dőlt: leggyorsabb kört futott) 

| Év   | Csapat        | 1      | 2      | 3      | 4      | 5      | 6      | 7       | 8      | 9      | 10     | 11     | 12     | 13     | 14     | 15     | 16     | Helyezés | Pont |
| ---- | ------------- | ------ | ------ | ------ | ------ | ------ | ------ | ------- | ------ | ------ | ------ | ------ | ------ | ------ | ------ | ------ | ------ | -------- | ---- |
| 1998 | PIAA Tyrrell  | AUS Ki | BRA Ki | ARG 12 | SMR Ki | ESP 13 | MON 11 | CAN Ki  | FRA Ki | GBR 9  | AUT Ki | GER 13 | HUN 14 | BEL Ki | ITA 9  | LUX 16 | JPN Ki | -        | 0    |
| 1999 | Repsol Arrows | AUS 7  | BRA 8  | SMR Ki | MON Ki | ESP 12 | CAN Ki | FRA Kiz | GBR 16 | AUT Ki | GER Ki | HUN Ki | BEL Ki | ITA Ki | EUR Ki | MAL Ki | JPN Ki | -        | 0    |

## Külső hivatkozások
- Hivatalos honlapja (japánul)